# 坦布拉島
坦布拉島（英語：Tambra Island），是南極洲的島嶼，屬於比斯科群島中皮特群島的一部分，長1.17公里、寬0.7公里，處於韋勒島東北面0.7公里和克里夫斯島東南面0.73公里，現時由南極條約體系管理。